# Kanton La Garenne-Colombes
Kanton La Garenne-Colombes (fr. Canton de La Garenne-Colombes) je francouzský kanton v departementu Hauts-de-Seine v regionu Île-de-France. Tvoří ho pouze město La Garenne-Colombes.